# Svalsjön, Västergötland
Svalsjön är en sjö i Tranemo kommun i Västergötland och ingår i Ätrans huvudavrinningsområde.